# Ivan Simčič
Ivan Simčič, slovenski častnik in zgodovinar, * 7. avgust 1969.
Med letoma 1992 in 2007 je bil zaposlen v Slovenski vojski kot poročnik, nato pa je bil zaposlen kot kustos v Pokrajinskem muzeju Koper. Simčič, profesor sociologije in zgodovine, je bil kot član DeSUSa poslanec 6. državnega zbora Republike Slovenije.
Nekaj mesecev po konstituiranju Državnega zbora je bil vpleten v afero, v kateri so mu očitali, da je ponaredil srednješolsko spričevalo. Tožilstvo je primer zaradi zastaranja opustilo.

## Življenjepis
Ivan Simčič je bil rojen v vasi Sušak, v občini Ilirska Bistrica. Vas se nahaja na južnem robu občine in spada v župnijo Jelšane. Tam je obiskoval osnovno šolo Ivana Brozine Slovana (sedanja Osnovna šola Jelšane). Šolanje je nadaljeval na SKPŠ v Kopru in zaključil v letu 1987. Vojaško obveznost je opravil v letih  1988 - 89. V Slovenski vojski je deloval med letoma 1992 in 2007. Na Filozofski fakulteti v Ljubljani je leta 2006 zaključil dvopredmetni študij zgodovine in sociologije. Od leta 2008 opravlja delo kustosa-zgodovinarja v Pokrajinskem muzeju Koper.      